# Telmatoscopus brevicolis
Telmatoscopus brevicolis är en tvåvingeart som beskrevs av Freddy Bravo och Souza 2008. Telmatoscopus brevicolis ingår i släktet Telmatoscopus och familjen fjärilsmyggor. Inga underarter finns listade i Catalogue of Life.